# Slezský fotbalový club Opava
La Slezský fotbalový club Opava o più semplicemente SFC Opava, è una società calcistica ceca con sede nella città di Opava.

## Cronologia dei nomi
- 1907 - 1909 Troppauer FV[1]
- 1909 - 1945 DSV Troppau
- 1945 - 1948 SK Slezan Opava
- 1948 – 1950 Sokol Slezan Opava
- 1950 - 1953 ZSJ SPJP Opava
- 1953 - 1958 TJ Baník Opava
- 1958 – 1990 TJ Ostroj Opava.
- 1990 – 1994 FK Ostroj Opava
- 1994 - 1998 FC Kaučuk Opava
- 1998 - oggi SFC Opava

## Storia

### Gambrinus Liga
La squadra di Opava, il Kaucuk Opava nella stagione 1995-1996 è arrivata nella 1.Liga, a quel tempo la massima divisione del campionato ceco chiudendo la stagione al 6º posto. Negli anni seguenti la squadra si è stabilita nella parte medio-bassa della classifica e nella stagione 1999-2000 arrivando al penultimo posto l'SFC Opava è retrocesso in seconda divisione.
Nel 2001 torna in Gambrinus Liga ma chiude la stagione all'ultimo posto è torna nella Druhá Liga. Nella stagione 2003-2004 torna in Gambrinus Liga e si salva chiudendo al 12º posto che vale la salvezza alla squadra. L'anno successivo la squadra retrocede in Fotbalová národní liga (la seconda divisione ceca), finendo l'annata all'ultimo posto grazie anche ai 6 punti di penalizzazione.

### Druhá liga
La squadra di Opava non riuscirà più a risalire in Gambrinus liga chiudendo molte stagioni nella parte medio-alta della classifica nel campionato di seconda divisione. Nella stagione 2007-2008 sfiora la promozione arrivando terza a solo 2 punti dalla seconda l'FK Pribram e a 3 punti dalla prima il Bohemians Praha.

## Allenatori
- Evžen Hadamczik (1970-gennaio 1978)
- Jiří Nevrlý (1997-3 maggio 1998)
- Petr Žemlík (4 maggio-30 giugno 1998)
- Jiří Bartl (1998-13 marzo 2000)
- Petr Uličný (14 marzo-30 giugno 2000)
- Bohuslav Keler (1 luglio-1 ottobre 2001)
- Miroslav Mentel (2 ottobre 2001-2002)
- Tomas Matejcek (1 luglio-20 ottobre 2003)
- Pavel Hapal (21 ottobre 2003-31 ottobre 2004)
- Vlastimil Palička (1 novembre 2004-2005)
- Radoslav Látal (30 settembre 2008-16 novembre 2009)
- Roman Skuhravý (1 agosto 2016-)

## Palmarès

### Competizioni nazionali
- Druhá Liga: 1

2017-2018
- Moravskoslezská fotbalová liga: 2

2010-2011, 2013-2014

### Altri piazzamenti
- Coppa della Repubblica Ceca:

Finalista: 2016-2017, 2023-2024
- Druhá Liga:

Secondo posto: 1994-1995, 2000-2001, 2002-2003
Terzo posto: 1993-1994, 2007-2008, 2016-2017

## Organico

### Rosa 2019-2020
Aggiornato all'11 febbraio 2020
| N. |                      | Ruolo | Calciatore       |
| -- | -------------------- | ----- | ---------------- |
| 1  | Rep. Ceca (bandiera) | P     | Vojtěch Šrom     |
| 2  | Rep. Ceca (bandiera) | D     | Štěpán Harazim   |
| 5  | Rep. Ceca (bandiera) | D     | Jan Žídek        |
| 6  | Rep. Ceca (bandiera) | C     | Jan Řezníček     |
| 7  | Rep. Ceca (bandiera) | C     | Aleš Nešický     |
| 8  | Rep. Ceca (bandiera) | A     | Lukáš Holík      |
| 9  | Rep. Ceca (bandiera) | D     | Matěj Hrabina    |
| 12 | Rep. Ceca (bandiera) | C     | Adam Gorčica     |
| 14 | Rep. Ceca (bandiera) | C     | Jan Schaffartzik |
| 15 | Rep. Ceca (bandiera) | D     | Adam Rychlý      |
| 17 | Rep. Ceca (bandiera) | C     | Denis Darmovzal  |
| 19 | Rep. Ceca (bandiera) | D     | Josef Hnaníček   |

| N. |                                 | Ruolo | Calciatore       |
| -- | ------------------------------- | ----- | ---------------- |
| 20 | Slovacchia (bandiera)           | C     | Karol Mondek     |
| 21 | Rep. Ceca (bandiera)            | A     | Václav Juřena    |
| 22 | Rep. Ceca (bandiera)            | P     | Kryštof Lasák    |
| 23 | Rep. Ceca (bandiera)            | C     | Bartosz Pikul    |
| 25 | Rep. Ceca (bandiera)            | C     | Adam Ščudla      |
| 26 | Slovacchia (bandiera)           | A     | René Dedič       |
| 27 | Rep. Ceca (bandiera)            | D     | Matěj Helešic    |
| 30 | Rep. Ceca (bandiera)            | P     | Vilém Fendrich   |
| 32 | Rep. Ceca (bandiera)            | A     | Dominik Smékal   |
| 47 | Rep. Ceca (bandiera)            | C     | Jiří Texl        |
| 77 | Bosnia ed Erzegovina (bandiera) | C     | Bojan Dordić     |
| 90 | Rep. Ceca (bandiera)            | D     | Tomáš Koschatzký |

### Rosa 2012-2013
| N. |                      | Ruolo | Calciatore       |
| -- | -------------------- | ----- | ---------------- |
| 1  | Rep. Ceca (bandiera) | P     | Josef Kveton     |
| 3  | Rep. Ceca (bandiera) | D     | Roman Švrček     |
| 4  | Rep. Ceca (bandiera) | D     | Jakub Swiech     |
| 5  | Rep. Ceca (bandiera) | D     | Martin Uvira     |
| 6  | Rep. Ceca (bandiera) | C     | Jakub Dohnálek   |
| 7  | Rep. Ceca (bandiera) | C     | Václav Zapletal  |
| 8  | Rep. Ceca (bandiera) | C     | Robin Wirth      |
| 9  | Rep. Ceca (bandiera) | C     | Marcel Cudrák    |
| 10 | Rep. Ceca (bandiera) | A     | Jan Schaffartzik |
| 11 | Rep. Ceca (bandiera) | C     | Radovan Loksa    |

| N. |                      | Ruolo | Calciatore          |
| -- | -------------------- | ----- | ------------------- |
| 14 | Rep. Ceca (bandiera) | D     | Radek Kudela        |
| 15 | Rep. Ceca (bandiera) | D     | Luboš Horka         |
| 16 | Lituania (bandiera)  | A     | Tomas Radzinevičius |
| 19 | Rep. Ceca (bandiera) | C     | Lumír Sedláček      |
| 21 | Rep. Ceca (bandiera) | C     | Zdeněk Partyš       |
| 22 | Rep. Ceca (bandiera) | P     | Otakar Novák        |
| 23 | Rep. Ceca (bandiera) | C     | František Metelka   |
| 30 | Rep. Ceca (bandiera) | C     | Dušan Žmolík        |
|    | Rep. Ceca (bandiera) | P     | David Hampel        |
|    | Rep. Ceca (bandiera) | C     | Lukas Krcmarik      |
|    | Rep. Ceca (bandiera) | A     | Hynek Prokes        |